# Antonio Vidaurreta
Estevan Antonio Vidaurreta Yrure (1850, Pamplona - ca. 1890, Pamplona), més conegut com a Antonio Vidaurreta, fou un compositor, director i organista de música eclesiàstica.

## Biografia
Va néixer a Sant Joan Baptista, Pamplona (Navarra), el 2 de setembre de 1850. La seva vinculació amb la Catedral de Pamplona va començar el 2 de juliol de 1856, quan va ingressar com a infant. Fins al 1868, va continuar prestant serveis a la catedral. El Cabildo ho va assenyalar com un recurs valuós per a diverses tasques musicals.
Al 1868, se li va assignar un salari de 4 reals de velló al dia, i se li va concedir el privilegi de rebre remuneració similar a la d'altres músics en esdeveniments tant dins com fora de l'església. Una mica més tard, durant les Guerres Carlistes el 1873, el Cabildo va decidir reduir-li a la meitat el seu salari, però malgrat això, va perseverar en la seva tasca.
Al 1876, va sol·licitar la posició de segon organista, una responsabilitat que, a Pamplona, també comportava la tasca d'arpista. La tasca organistica l'alternava amb el seu mestre, D. Damián Saénz, i va acabar per ser totalment responsable d'aquest instrument després de l'absència del mestre. El 20 de desembre del mateix any, va ser oficialment designat com a segon organista, amb un salari mensual de 3.000 reals, sota la norma de tocar el contrabaix en els moments lliures. Un any més tard, es va casar amb la Maria Pilar del Villar, amb qui uns anys més tard, tindria una filla.
Més tard, al 1879, Antonio Vidaurreta va assumir la direcció de la Banda de Música de la Casa de Misericòrdia a Pamplona, succeint a Miguel Sarasate fins a 1882. Aquesta banda estava lligada a una escola de música, de la qual també ell era professor.
Se'n conserven obres a l'Arxiu Comarcal de l'Anoia (Fons de la Basílica de Santa Maria d'Igualada) ia l'Arxiu Comarcal de la Garrotxa (Fons Teodor Echegoyen i Fons de l'església parroquial de Sant Esteve d' Olot). També és menionat com un dels compositors amb obres arxiu de la Real Col·legiata de Sant Sepulcre, les creacions del qual formen part del fons musical "a papers" dels segles XVIII al XX. La seva dedicació i contribució a la música en el context eclesiàstic de Pamplona van quedar així plasmades a la seva trajectòria.

## Obra

### Música vocal
Les seves composicions solien ser per a entre 2 i 5 veus amb acompanyament d'orgue, encara que de vegades podien ser acompanyada per un petit grup de cambra.

###### Música eclesiástica en latín
- Christus factus est
- Ecce panis angelorum (1868) [8]
- Ego sum panis
- Genitori
- Magníficat para Sábado Santo
- Misa sencilla en Do
- Misa (1869)
- O quam tristis (1868)
- O sacrum convivium
- O sacrum convivium (1868)
- Te Deum
- Tota pulchra

###### Música eclesiástica en castellano
- Gozos a San Fermín y a la Virgen del Rosario (1882)
- Gozos a San Francisco Javier y al Sagrado Corazón de Jesús (1868)
- Gozos a San Francisco Javier (1869)
- Gozos a San Roque
- Gozos a San Saturnino (1877)
- Gozos al Sagrado Corazón de Jesús[8]
- Lamentos a las almas del Purgatorio (1875)
- Lamentos y suspiros
- Flores De Mayo[8]

### Música instrumental
- Normalment per orgue, són preservats 2 ofertoris.[8]
- Missa a tres amb violins viola trompes i orgue.[3]